# Miltochrista zebrina
Miltochrista zebrina là một loài bướm đêm thuộc phân họ Arctiinae, họ Erebidae.